# Padise-klooster
Het Padise-klooster is een voormalig cisterciënzerklooster in de Estse plaats Padise. Het klooster werd in 1310 werd gesticht door de verdreven monniken uit het klooster van Dünamünde in Letland. Na de ontbinding van het klooster in 1559 werd het omgebouwd tot een fort en vanaf 1766 gebruikt als landhuis. De ruïnes zijn nu gedeeltelijk gerestaureerd en sinds 2020 open als museum. Het klooster had een veertiende-eeuwse kerkklok, die de oudste in Estland was, tegenwoordig hangt deze klok in de kerk van Risti. De calvarie-groep van het klooster bevindt zich tegenwoordig in de Sint-Nicolaaskerk in Tallinn.